# Lejanías
Lejanías – miasto w Kolumbii, w departamencie Meta.